# Pordenone
Pordenone – miasto i gmina we Włoszech, w regionie Friuli-Wenecja Julijska, w prowincji Pordenone.
Według danych na rok 2004 gminę zamieszkiwało 48 599 osób, 1278,9 os./km².

## Historia
Pordenone zostało założone w średniowieczu jako port rzeczny na Noncello, o nazwie Portus Naonis. Na terenie znajdowały się jednak wille i osady rolnicze z epoki rzymskiej, zwłaszcza na terenie miasta Torre.
W latach 1257–1270 Pordenone zostało opanowane przez czeskiego króla Przemysła Ottokara II. W 1277 roku miasto zostało przejęte przez Rudolfa I Habsburga i od 1278 roku była to austriacka enklawa na terytorium Patriarchalnego Państwa Fryli. W XIV wieku Pordenone znacznie się rozwinęło i uzyskało prawa miejskie w grudniu 1314 roku.
W 1508 roku, po nieudanej inwazji cesarza Maksymiliana I Habsburga na Republikę Wenecką, miasto zostało zajęte przez Wenecję. Pomimo tymczasowej okupacji austriackiej podczas późniejszej wojny Wenecji z Ligą z Cambrai (1509-16), wenecka suwerenność nad Pordenone została potwierdzona w zawartym w 1516 roku pokoju w Brukseli. Do 1537 roku miasto było rządzone przez feudalną rodzinę d'Alviano, jako nagrodę za służbę wojskową Bartolomeo d'Alviano dla Republiki Wenecji. 
Po okresie napoleońskim Pordenone został włączony do posiadłości austriackich we Włoszech (Królestwo Lombardii – Wenetia). Połączenie kolejowe, w tym dworzec kolejowy Pordenone (1855) i budowa drogi Pontebbana przyniosły upadek portu, ale pobudziły rozwój przemysłowy (szczególnie w przypadku wytwarzania bawełny). Pordenone zostało włączone do Włoch w 1866 roku.
Sektor bawełniany upadł po zniszczeniach z czasów I wojny światowej i po kryzysie z 1929 roku. Po II wojnie światowej lokalna firma Zanussi stała się światowym gigantem urządzeń gospodarstwa domowego

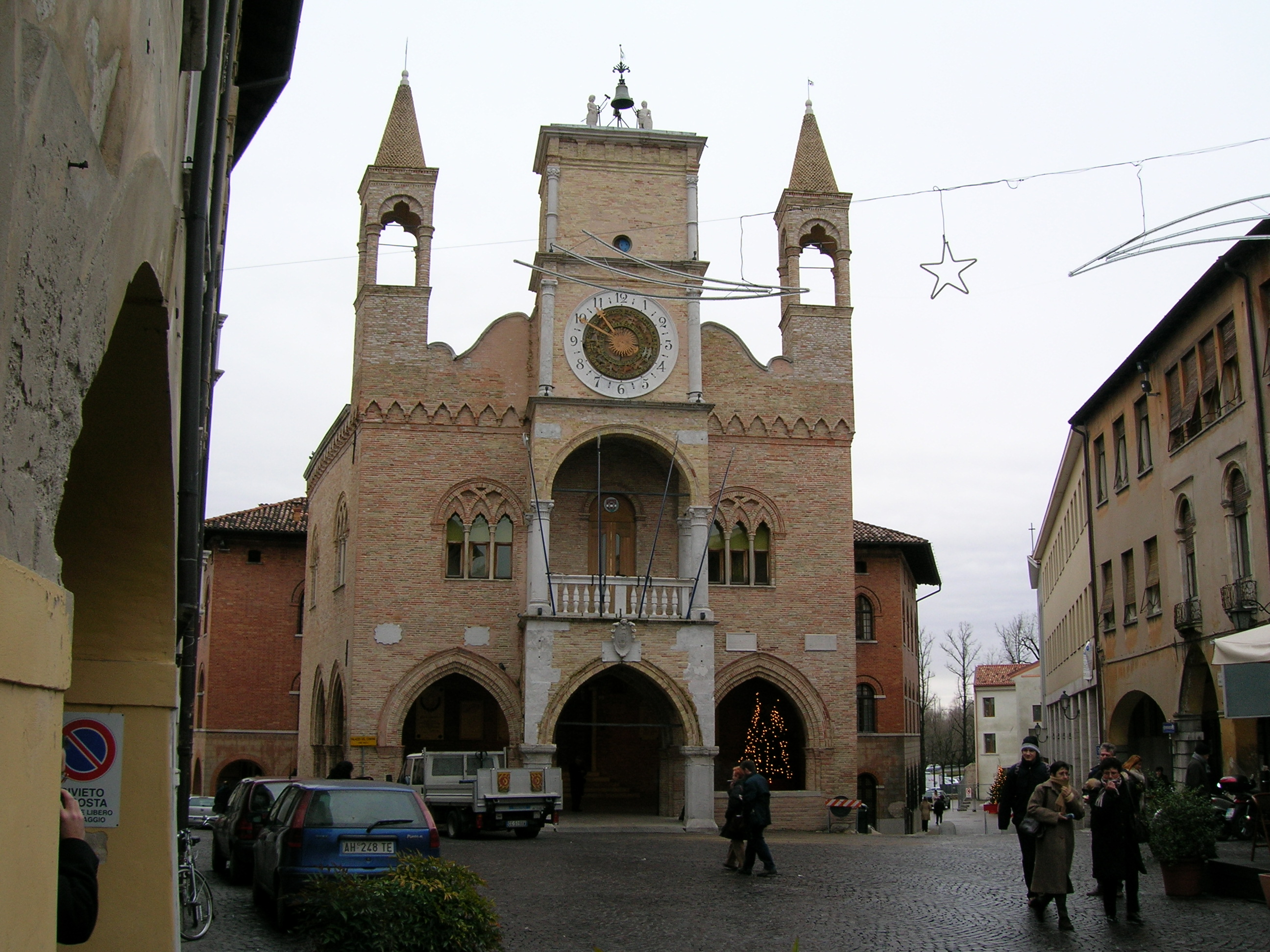
Ratusz

## Miasta partnerskie
- Irkuck, Rosja, od 2005
- San Martín, Argentyna, od 2003
- Spittal an der Drau, Austria, od 1987